# Hockey Club Valdagno 2024-2025
Questa voce raccoglie le informazioni riguardanti l'Hockey Club Valdagno nelle competizioni ufficiali della stagione 2024-2025.

## Maglie e sponsor
Lo sponsor ufficiale per la stagione 2024-2025 è la Why Sport.
| 1ª divisa | 2ª divisa |

## Organigramma societario
- Presidente: Giovanni Martini
- Vicepresidente:
- Direttore Sportivo: Eddy Randon
- Segretaria: Michela Preto
- Addetto stampa: Roberto Bauce

## Organico

### Giocatori
| N° | Naz.                  | Ruolo | Sportivo               |  |  |  |
| -- | --------------------- | ----- | ---------------------- |  |  |  |
| 1  | Italia (bandiera)     | P     | Giovanni Bovo          |  |  |  |
| 4  | Italia (bandiera)     | D     | Marco Tomba            |  |  |  |
| 6  | Italia (bandiera)     | D     | Nicolò Crocco          |  |  |  |
| 7  | Italia (bandiera)     | D     | Leonardo Diquigiovanni |  |  |  |
| 8  | Italia (bandiera)     | A     | Davide Piroli          |  |  |  |
| 9  | Argentina (bandiera)  | A     | Giuliano Giuliani      |  |  |  |
| 10 | Portogallo (bandiera) | A     | Tiago Sanches          |  |  |  |
| 15 | Italia (bandiera)     | P     | Giovanni Cunegatti     |  |  |  |
| 34 | Italia (bandiera)     | D     | Pietro Lazzarotto      |  |  |  |
| 59 | Spagna (bandiera)     | A     | Alex Borregan          |  |  |  |

### Staff tecnico
- Allenatore:  Luca Chiarello

## Mercato
| Acquisti | Acquisti           | Acquisti             | Acquisti |
| R.       | Nome               | da                   |          |
| -------- | ------------------ | -------------------- | -------- |
| P        | Giovanni Cunegatti | Valdagno (Squadra B) |          |
| D        | Pietro Lazzarotto  | Sandrigo             |          |
| A        | Tiago Sanches      | Valongo              |          |
| A        | Marco Tomba        | Valdagno (Squadra B) |          |

| Cessioni | Cessioni          | Cessioni              | Cessioni |
| R.       | Nome              | a                     |          |
| -------- | ----------------- | --------------------- | -------- |
| P        | Giulio Checchetto | Valdagno (Squadra B)  |          |
| D        | Davide Motaran    | Rotellistica Camaiore |          |
| A        | Marcos Oscar Vega | Azzurra Novara        |          |